# Brion Rush
Lonniel Brion Rush (Shreveport, 15 novembre 1984) è un ex cestista statunitense.

## Palmarès

### Squadra
- Campionato bielorusso: 1

Cmoki Minsk: 2018-2019
- Coppa di Russia: 1

Krasnye Kryl'ja Samara: 2011-2012

### Individuale
- MVP Coppa di Russia: 1

Krasnye Kryl'ja Samara: 2011-2012